# Донецкий областной комитет КП Украины
Донецкий (в 1938—1961 Сталинский) областной комитет КП Украины (укр. Донецький обласний комітет Комуністичної партії України) — орган управления Донецкой (Сталинской) областной партийной организацией КП Украины (1932—1991 годы).
Донецкая область образована 17 июля 1932 года на части территории Днепропетровской и Харьковской областей УССР с центром в г. Сталино. 3 июня 1938 года разделена на Сталинскую и Ворошиловградскую области. 9 ноября 1961 года Сталинская область переименована в Донецкую. Центр — г. Донецк (в 1924—1961 — Сталино).

## Первые секретари Донецкого обкома КП(б)У (1932—1938)
20.07-19.09.1932 Чувырин Михаил Евдокимович
19.09.1932-18.09.1933 Акулов Иван Алексеевич
18.09.1933-24.05.1937 Саркисов Саркис Артемьевич
24.05.1937-8.04.1938 Прамнэк Эдуард Карлович
8.04-3.06.1938 Щербаков Александр Сергеевич

## Первые секретари Сталинского обкома КП(б)У-КПУ (1938—1961)
3.06-12.11.1938 Щербаков Александр Сергеевич
12.11.1938-4.08.1941 Любавин Петр Митрофанович
13.09-26.10.1941 Задионченко Семен Борисович
1941-1942 (подпольный) Мельников Леонид Георгиевич
07.1942-09.1943 (подпольный) Щетинин Семен Николаевич
09.1943-16.02.1944 Дрожжин Михаил Иванович
16.02.1944-21.07.1947 Мельников Леонид Георгиевич
21.07.1947-19.09.1953 Струев Александр Иванович
19.09.1953-1.03.1960 Казанец Иван Павлович
1.03.1960-9.11.1961 Ляшко Александр Павлович

## Первые секретари Донецкого обкома КПУ (1961—1991)
- 9 ноября 1961—январь 1963 — Александр Павлович Ляшко
- 17 января—11 июля 1963 (промышленный) — Александр Павлович Ляшко
- 16 января 1963—декабрь 1964 (сельский) — Трофим Трофимович Поплевкин
- 11 января 1963—декабрь 1964 (промышленный) — Владимир Иванович Дегтярев
- Декабрь 1964—6 января 1976 — Владимир Иванович Дегтярев
- 10 января 1976—29 октября 1982 — Борис Васильевич Качура
- 29 октября 1982—11 июня 1988 — Василий Петрович Миронов
- 22 июня 1988—9 февраля 1990 — Анатолий Яковлевич Винник
- 9 февраля—7 апреля 1990 — Евгений Васильевич Миронов (и. о. )
- 7 апреля 1990—26 августа 1991 — Евгений Васильевич Миронов